# 曙町停留場
曙町停留場（あけぼのちょうていりゅうじょう）は、高知県高知市曙町一丁目にあるとさでん交通伊野線の路面電車停留場。

## 歴史
当停留場は1907年（明治40年）、伊野線が鏡川橋停留場から咥内停留場まで延伸開通したのに合わせて開業した。

### 年表
- 1907年（明治40年）9月16日：土佐電気鉄道の停留場として開業[1][2]。
- 2014年（平成26年）10月1日：土佐電気鉄道が高知県交通・土佐電ドリームサービスと経営統合し、とさでん交通が発足[3]。とさでん交通の停留場となる。

## 停留場構造
曙町停留場は伊野線の併用軌道区間にあり、道路上に乗り場が設けられている。ただし当停留場を含む伊野線の鴨部 - 朝倉駅前間は幅の狭い道路上に軌道が敷かれているため安全地帯となるホームを設置することができず、乗り場は道路上を白線で区切って示されるのみである。
乗り場は2面あり、東西方向に伸びる単線の軌道を挟み込むように配される。ただし互いの乗り場は東西方向にずれて位置していて、西にはりまや橋方面行き、東に伊野方面行きの乗り場が置かれる。

## 停留場周辺
幅員狭小な旧街道（朝倉旧道）上に軌道が敷かれている鴨部 - 朝倉駅前間にあって、当停留場付近はやや道幅が広い。いっぽう曙町からはりまや橋方面、鴨部までの区間は特に道幅が狭く、軌道も道路の北側に偏って敷かれた変則的な配置をとっている。
- 高知朝倉郵便局
- 高知県道274号梅ノ辻朝倉線
- 「曙町」バス停留所

## 隣の停留場
とさでん交通
伊野線
曙町東町停留場 - 曙町停留場 - 朝倉停留場